# Prudencio Canitrot
Prudencio Canitrot y Mariño (Pontevedra, 1883-Madrid, 1913) fue un escritor y pintor español.

## Biografía
Nacido en 1883 en la ciudad gallega de Pontevedra, es descrito por Cejador y Frauca como discípulo, en arte literario, de Valle-Inclán. Publicó obras como Cuentos de abades y de aldea (1909), El Señorito rural (en El Cuento Semanal), Rías de ensueño, viajes (1910), Ruinas (1910), El Camino de Santiago (en Los Contemporáneos), Suevia (cuentos, 1911) y La luz apagada, cuentos, crónicas (1914). Participó en la revista Galicia. Falleció en Madrid el 24 de enero de 1913.